# 대구학정초등학교
대구학정초등학교는 대한민국 대구광역시 북구에 있는 초등학교다.

## 연혁
- 2007-09-01 11학급 개교
- 2007-09-19 학교운영위원회 구성 11명
- 2007-09-28 교화, 교목 선정
- 2007-10-12 교표 선정 제작
- 2007-10-15 체육복 선정
- 2007-10-20 교훈석 제작
- 2008-01-09 교가 승인
- 2009-02-12 제1회 졸업식(남:49명 여:43명, 총:92명)
- 2010-02-11 제2회 졸업식(남:49명 여:63명, 총:112명)
- 2010-09-01 장병옥 교장 선생님 부임
- 2011-02-17 제3회 졸업식(남:67명 여:59명, 총:126명)
- 2011-03-01 일반 37학급, 유치원 2학급 편성(종일반 2학급)
- 2012-02-16 제4회 졸업식(남:70명 여:72명, 총:142명)
- 2012-03-01 일반 37학급, 특수 1학급, 유치원 2학급 편성(종일반 2학급)
- 2012-09-01 김재득 교장 부임
- 2013-02-15 제5회 졸업식(남:75명 여:68명, 총 143명)
- 2013-03-01 일반 38학급, 특수 1학급, 유치원 2학급 편성(종일반 2학급)
- 2013-04-04 교육부 지정 오케스트라 운영학교 선정
- 2013-04-10 대구교육국제화특구 글로벌창의모델학교 선정
- 2013-12-26 주제가 있는 학교특색경영 최우수
- 2013-12-30 유네스코 협동학교 지정
- 2014-02-13 제6회 졸업식(남:75명 여:68명, 총 143명)
- 2014-03-01 일반 37학급, 특수 2학급, 유치원 2학급 편성(종일반 2학급)
- 2015-02-13 제7회 졸업식(남:95명 여:62명, 총:157명)
- 2015-03-01 일반 37학급, 특수 2학급, 유치원 2학급 편성(종일반 2학급)
- 2015-03-01 권해름 교장선생님 부임
- 2019-03-04 차재화 교장선생님 부인